# یواس‌اس آنتیگونه
یواس‌اس آنتیگونه ممکن است به یکی از موارد زیر اشاره داشته باشد:
- یواس‌اس آنتیگونه (آی‌دی-۳۰۰۷)
- یواس‌اس آنتیگونه (ای‌جی‌پی-۱۶)